# Tour della nazionale maschile di rugby a 15 del Sudafrica 2008
Tra le due edizioni della Coppa del Mondo 2007 e 2011 la nazionale sudafricana  di "rugby a 15", si è recata varie volte in tour, anche con le rappresentative minori. Nel 2008 è giunta come da tradizione in Europa, per tre match contro squadre Europee. Ha ottenuto tre vittorie e ha tenuto aonore al suo titolo di campione del mondo, pur faticando con il Galles e la Scozia , ma travolgendo l'Inghilterra 

## Risultati
| Arbitro: | Alain Rolland |

|                                         |      |                               |
|                                         | mt   | 6' Jacobs, 52' J. de Villiers |
|                                         | tr   | 6' e 52' R. Pienaar           |
| 29' Halfpenny, 57', 59', 63' e 73' Hook | c.p. |                               |
|                                         | drop | 9' e 37' R. Pienaar           |

| Arbitro: | David Pearson |

|            |      |                        |
| 39' Hines  | mt   | 57' Fourie             |
| 39' Godman | tr   |                        |
| 28' Godman | c.p. | 46', 55' e 66' Pienaar |

| Arbitro: | Nigel Owens |

|                   |      |                                                  |
|                   | mt   | 15' Rossouw, 19' Pienaar, 51' Jacobs, 77' Fourie |
|                   | tr   | 15', 19' e 51' Pienaar, 77' F. Steyn             |
| 2' e 29' Cipriani | c.p. | 6', 25' e 63' R. Pienaar                         |